# Ванчиков, Владимир Алексеевич
Владимир Алексеевич Ванчиков (3 марта 1929, Череповецкий округ, Ленинградская область — 2005, Москва) — советский хозяйственный деятель, генеральный директор Череповецкого металлургического комбината (1968—1973), впоследствии — заместитель министра чёрной металлургии СССР (1973—1978), заместитель председателя Госплана СССР (1979—1991).

## Биография
В 1953 г. окончил Ленинградский политехнический институт, был направлен на Череповецкий металлургический завод, занимал должности инженера технического отдела управления капитального строительства завода, мастера, начальника смены, заместителя начальника и начальника доменного цеха, главного инженера (1965—1968), директора (1968—1973).
При непосредственном участии и руководстве Ванчикова на комбинате были построены и освоены ТЭЦ, аглофабрики, доменные печи, коксовые батареи, листопрокатные и сортопрокатные станы, мартеновские и электросталеплавильные производства и другие объекты — полный цикл крупного металлургического комбината; построен спортивно-концертный зал «Алмаз».
С 1973 по 1978 год работал заместителем министра чёрной металлургии СССР, отвечал за производство на металлургических предприятиях. В 1979 году назначен заместителем председателя Госплана СССР, на этой должности курировал чёрную и цветную металлургию, лесную отрасль, производство ценных металлов и алмазов.
После 1991 года работал советником Главэкспертизы Министерства экономики России, руководил группой специалистов на металлургическом заводе в Алжире, являлся консультантом дирекции Череповецкого металлургического комбината, членом Международного союза металлургов.
В 1997—2005 гг. руководил Вологодским землячеством в Москве.

## Награды
- орден Ленина
- два ордена Трудового Красного Знамени
- медали
- Государственная премия СССР
- Премия Совета Министров СССР
- Почётный гражданин Череповца (2004) — за большой личный вклад в социально-экономическое и культурное развитие города Череповца, улучшение жизни жителей города.